# História Econômica da mandioca no Brasil

## História Econômica da mandioca no Brasil
A mandioca (Manihot esculenta) é uma planta nativa da América do Sul, domesticada há mais de 9 mil anos, segundo estudos arqueobotânicos. No Brasil, possui ampla distribuição geográfica e importância econômica, alimentar e simbólica. Existem duas variedades principais: a mandioca mansa e a brava, esta última com maior teor de ácido cianídrico, o que requer técnicas específicas de preparo para torná-la comestível.
A depender da região do Brasil a mandioca mansa é conhecida simplesmente como mandioca, aipim ou macaxeira.  Ela é consumida largamente no Brasil em seu modo cozido especialmente no café da manhã ou da noite. Como almoço ou petisco, o seu pirão acompanha diversas proteínas (carne do sol ou charque fritos). Também é encontrada em bares e restaurantes de modo frito.

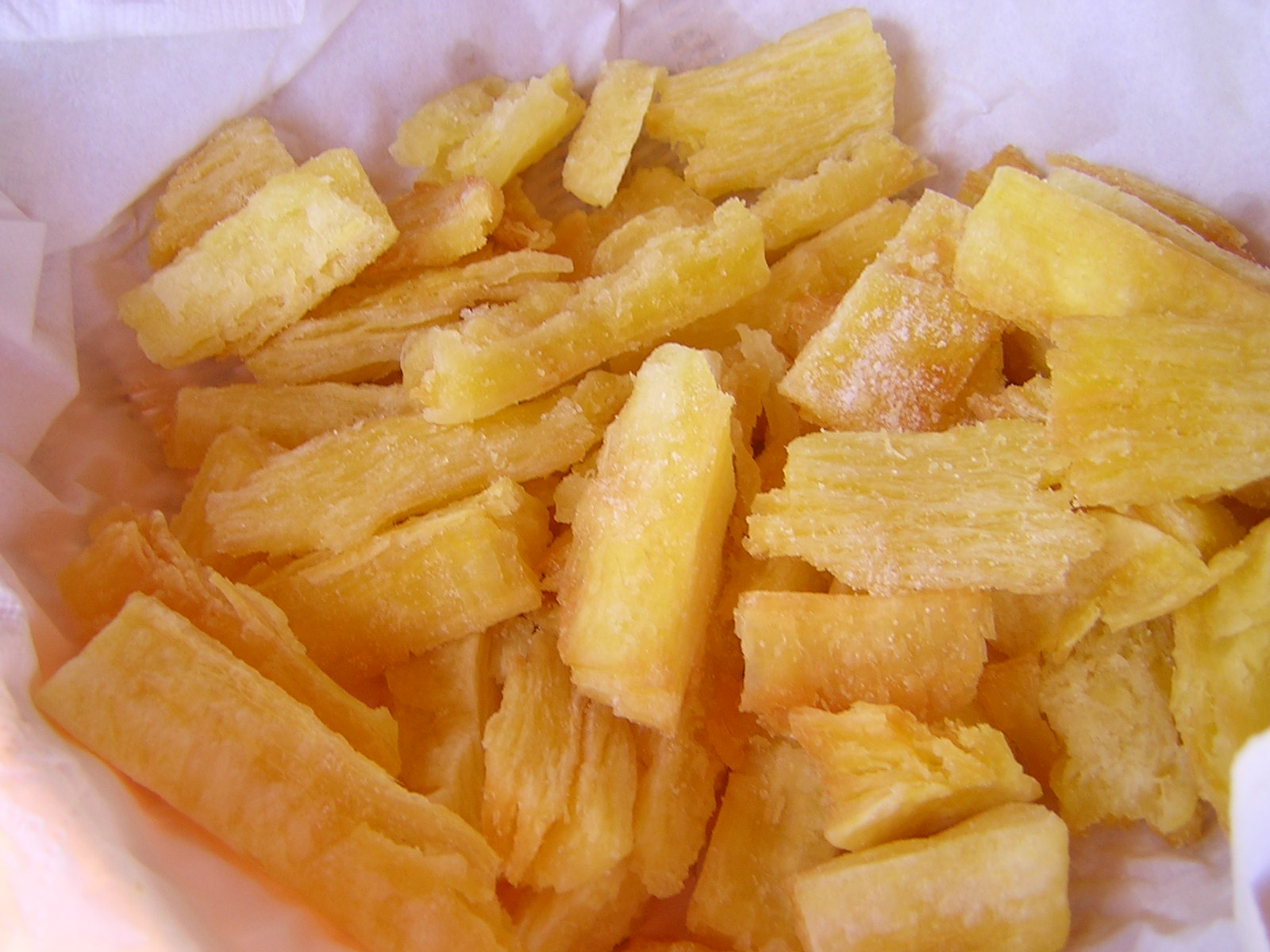
Aipim frito

## Uso tradicional
A mandioca é cultivada há milênios por diversos povos indígenas. Seu papel transcende a nutrição, integrando sistemas agrícolas tradicionais e práticas culturais. Narrativas cosmogônicas, como a lenda de Mani, que conta a origem da planta como um presente sagrado para o povo  e registros de viajantes europeus no período colonial, como Pero Vaz de Caminha, revelam seu uso ancestral.
O sistema indígena de produção — baseado no uso de roças e casas de farinha coletivas — foi incorporado pelos colonizadores, embora adaptado às exigências da economia escravista. Assim, a técnica indígena serviu de base para sustentar a sociedade colonial, alimentando escravizados, senhores de engenho, trabalhadores livres e militares.

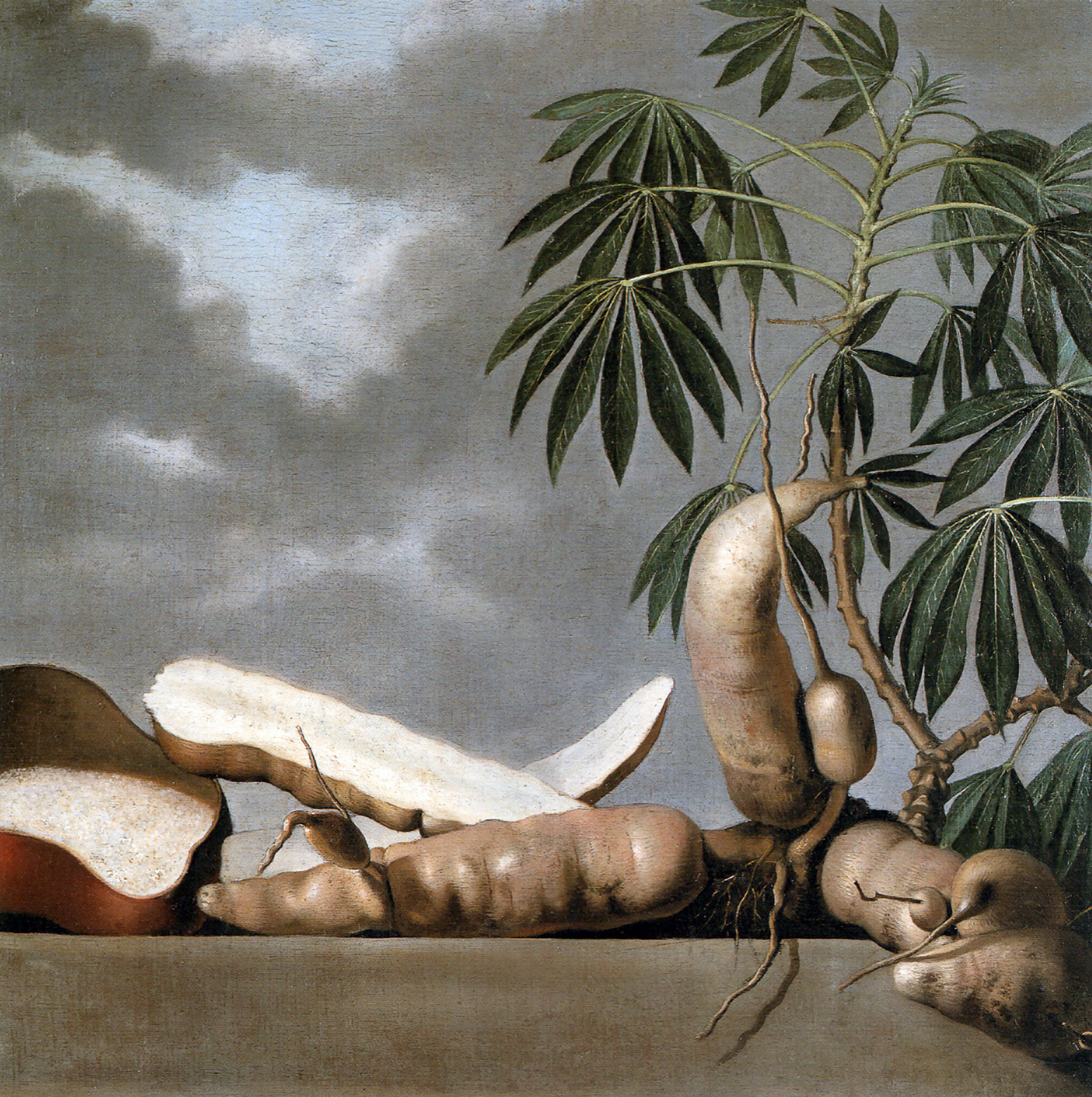
Mandioca

Estudiosos como Luís da Câmara Cascudo e Darcy Ribeiro atribuíram à planta centralidade na formação cultural brasileira. Alguns autores associam a mandioca ao conceito de "planta civilizacional" proposto por Fernand Braudel, por seu papel no sustento de sociedades sedentárias. Obras como O nascimento de Maní (1927), de Vicente do Rego Monteiro, e registros do pintor Albert Eckhout ilustram a presença da mandioca na iconografia brasileira.

## Produção e transformação
Segundo dados da Empresa Brasileira de Pesquisa Agropecuária (Embrapa), cerca de 40% da produção nacional da raiz é destinada à produção de farinha, 20% à extração de amido e o restante ao consumo in natura ou como ração animal.
O processo tradicional de produção da farinha de mandioca inclui:
- Colheita entre 8 e 18 meses após o plantio;
- Raspagem da casca externa;
- Trituração da polpa;
- Prensagem para extração da manipueira;
- Peneiramento da massa;
- Torrefação em tacho sobre fogão a lenha.[14]

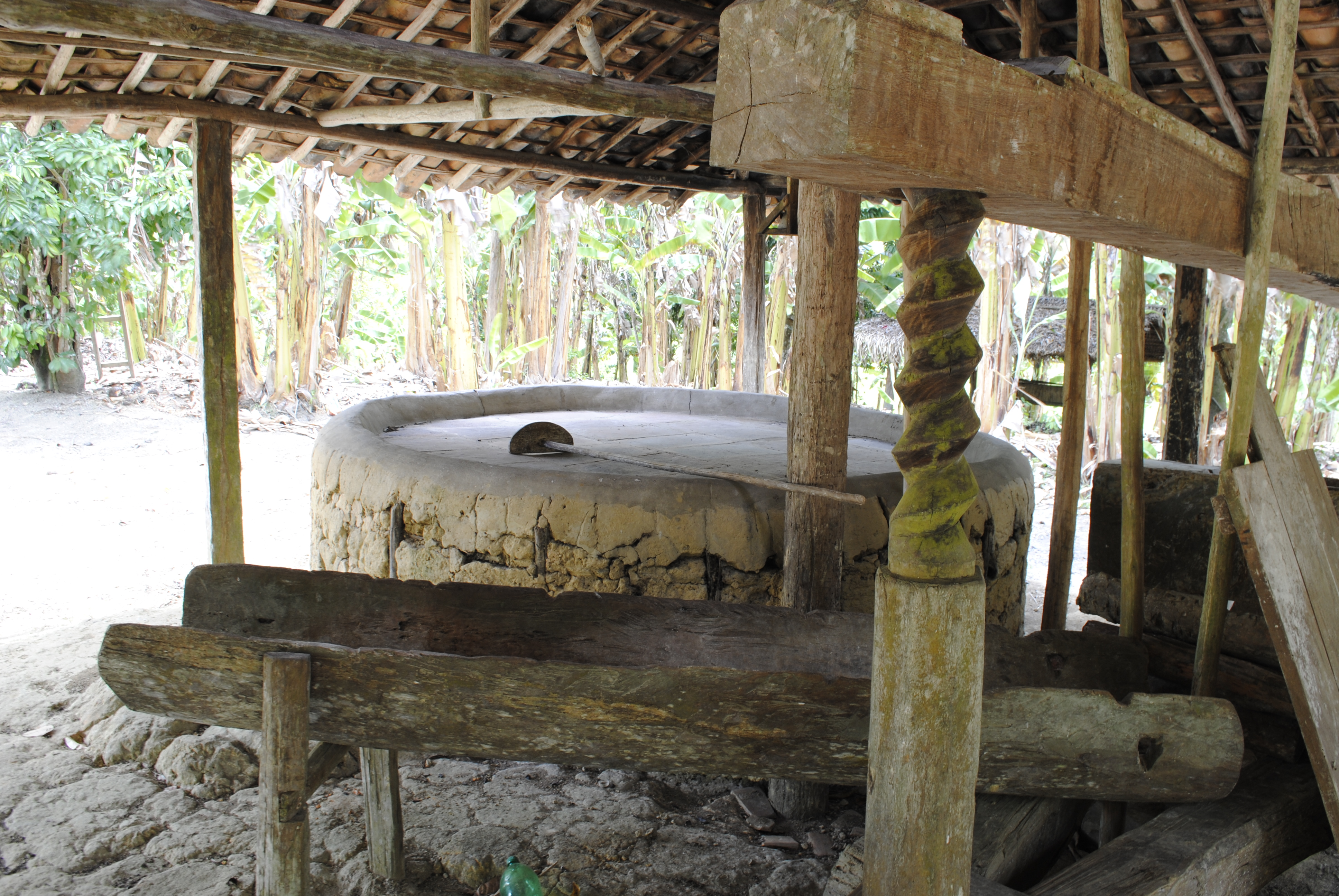
Casa de farinha

Esse método é mantido sobretudo nas regiões Norte e Nordeste do Brasil, nas chamadas casas de farinha, que atuam como núcleos de produção e convivência comunitária.

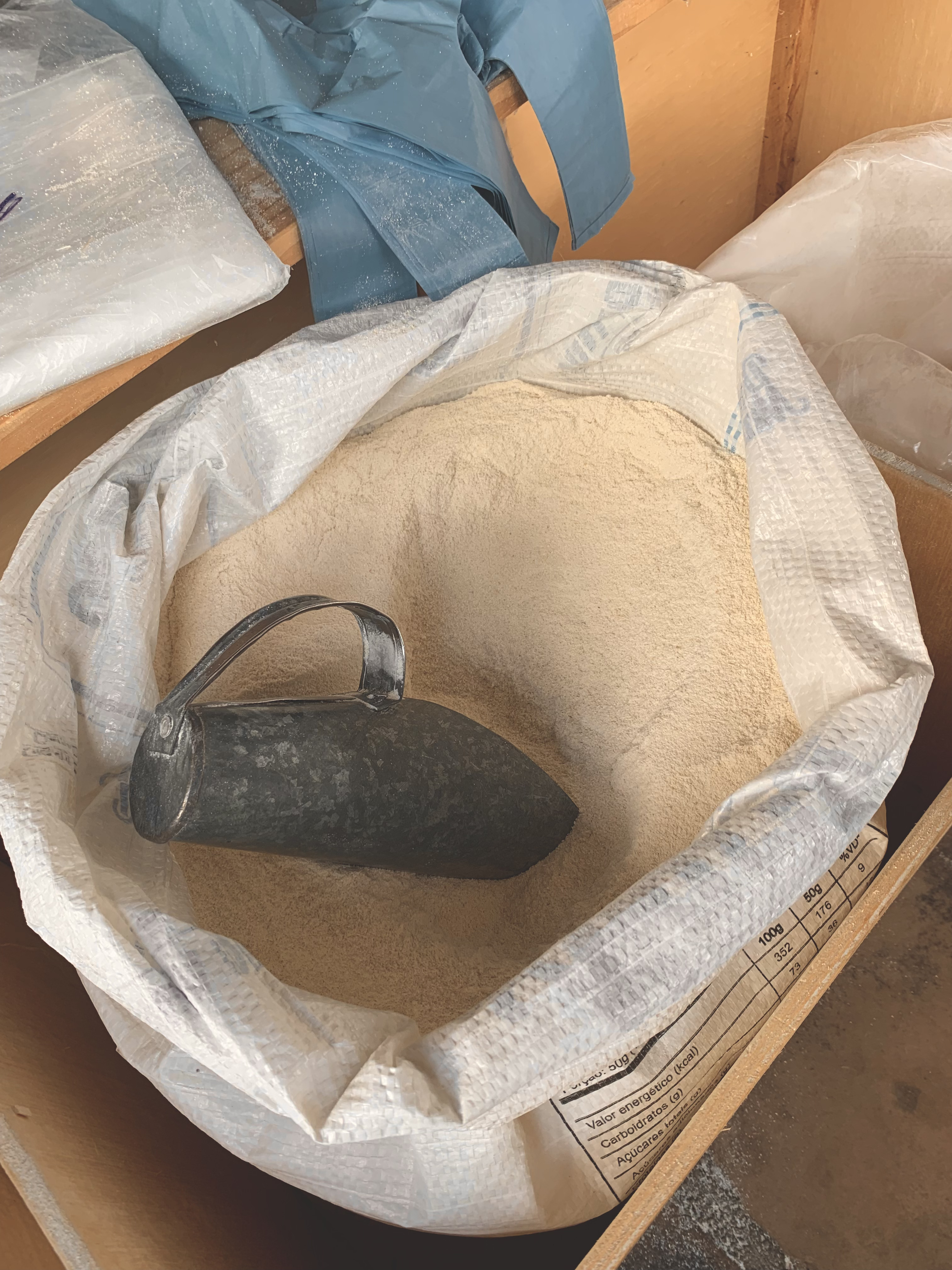
Farinha de Mandioca comercializada na Feira Livre de Jacobina - Bahia

Nesses locais são produzidos a farinha de mandioca, um doa alimentos mais importantes do Brasil e importante mercadoria da agricultura.

## Distribuição regional
A produção de mandioca ocorre em todas as regiões do Brasil. No Norte, destaca-se o consumo da farinha d’água, obtida por fermentação. No Centro-Oeste, a farinha foi historicamente utilizada por expedições militares e populações de fronteira. No Brasil colonial e imperial a farinha foi o principal alimento da população local.

## Abastecimento urbano e tensões sociais
Durante o século XIX, a farinha tornou-se alimento básico das camadas populares urbanas. Seu abastecimento era afetado por secas, crises de produção e especulação. Em Salvador, episódios como a revolta de 1858 — conhecida como "carne sem osso e farinha sem caroço" — evidenciaram a centralidade do produto no cotidiano da cidade e sua correlação com conflitos sociais.
As secas recorrentes no século XIX destruíam plantações de mandioca e inviabilizavam o transporte fluvial, elevando os preços dos alimentos. Em momentos críticos, como nas crises de 1855, 1858 e 1864, houve escassez generalizada e revoltas. O motim de 1858 expressou a 'economia moral' das classes populares: uma noção de justiça social segundo a qual o governo deveria a garantir acesso justo aos alimentos básicos.

## Funções econômicas
Além da alimentação, a farinha exercia papel na economia interna. Em áreas rurais a farinha era ração diária para trabalhadores e escravizados, era fornecida em porções padronizadas (como a “quarta de alqueire”). Em feiras e engenhos, servia como bem de troca por itens como sal, tecidos ou ferramentas. Em certos contextos, chegou a ser usada como unidade informal de valor. O valor do alqueire de farinha era na colônia e no império do Brasil um padrão de analisar a carestia alimentar.
Seu comércio gerava renda para pequenos produtores, fortalecia economias locais e estruturava relações de dependência entre senhores de terra e trabalhadores. No Recôncavo Baiano, entre 1785 e 1851, a farinha representava a maior parte da dieta alimentar, enquanto arroz, milho e feijão com a menor parte. Tal dado comprova sua centralidade na economia e na cultura alimentar.

## Regulação estatal
No século XIX, tentativas de modernização da produção por parte do Estado — como a instalação de prensas mecânicas — tiveram pouco êxito. Medidas emergenciais foram adotadas em momentos de escassez, como o tabelamento de preços e restrições a atravessadores em Salvador, sobretudo entre 1850 e 1870.

## Permanência contemporânea
A farinha de mandioca continua presente na alimentação cotidiana brasileira. Em muitas comunidades rurais, as casas de farinha ainda operam com métodos tradicionais. O produto integra políticas públicas de agricultura familiar e segurança alimentar, além de manter importância simbólica como marcador de identidade regional.